# Харбинский диалект
Харбинский диалект (кит. упр. 哈尔滨话, трад. 哈爾濱話 пиньинь: Hā'ěrbīn huà) — диалект севернокитайского языка (путунхуа), на котором говорят в городе Харбин и его окрестностях (провинция Хэйлунцзян).

## Характеристики
Харбинский диалект унаследован от языка бейян и имеет много общего с северо-восточным путунхуа, а также с западным и пекинским. Фонологически Харбинский диалект очень близок к путунхуа, но несет в себе сильные культурные и региональные коннотации. Произношение Харбинского диалекта непосредственно в городе Харбин немного отличается от других районов Хэйлунцзяна и близлежащих пригородов.

## Лексика
Лексика харбинского диалекта отличается от стандартного севернокитайского по двум причинам. Первым и основным источником отличительных лексических особенностей харбинского диалекта является колониальное влияние России на регион. Период колонизации начался в 1900-х годах, что ознаменовало начало притока большого количества русской лексики, особенно неологизмов, происходящих из Европы и России, которых никогда не было в лексике севернокитайских диалектов. Второй источник лексического различия — это влияние языкового контакта между местным севернокитайским диалектом и маньчжурским диалектом.